# Tranmossa
Tranmossa (Trematodon ambiguus) är en bladmossart som beskrevs av Hornschuch 1819. Tranmossa ingår i släktet tranmossor, och familjen Bruchiaceae. Arten är reproducerande i Sverige. Inga underarter finns listade i Catalogue of Life.